# Tramvaiul din Satu Mare

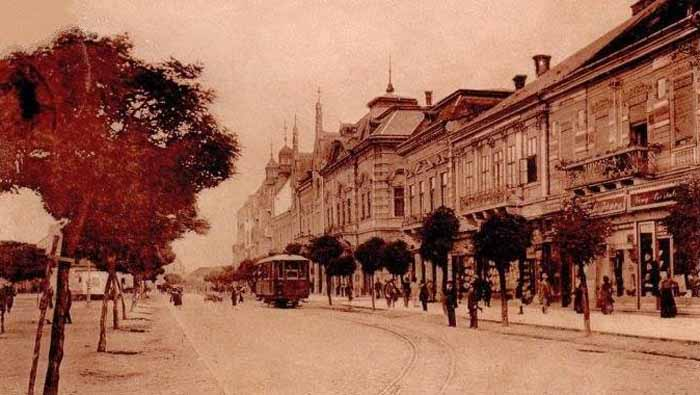
Imagine de epocă cu tramvaiul

În Satu Mare a existat o rețea de tramvai cu ecartament îngust, parte a liniei de tren Satu Mare-Ardud. În 8 noiembrie 1900 porțiunea din orașul Satu Mare (Gara Mare-Ferăstrăul cu abur) a fost electrificată și circulată de tramvaie. În 31 decembrie 1906 s-a renunțat la tramvaie electrice. În perioada interbelică exploatarea s-a oprit.